# Shiromuku
 (mars 2017).
Si vous disposez d'ouvrages ou d'articles de référence ou si vous connaissez des sites web de qualité traitant du thème abordé ici, merci de compléter l'article en donnant les références utiles à sa vérifiabilité et en les liant à la section « Notes et références ».

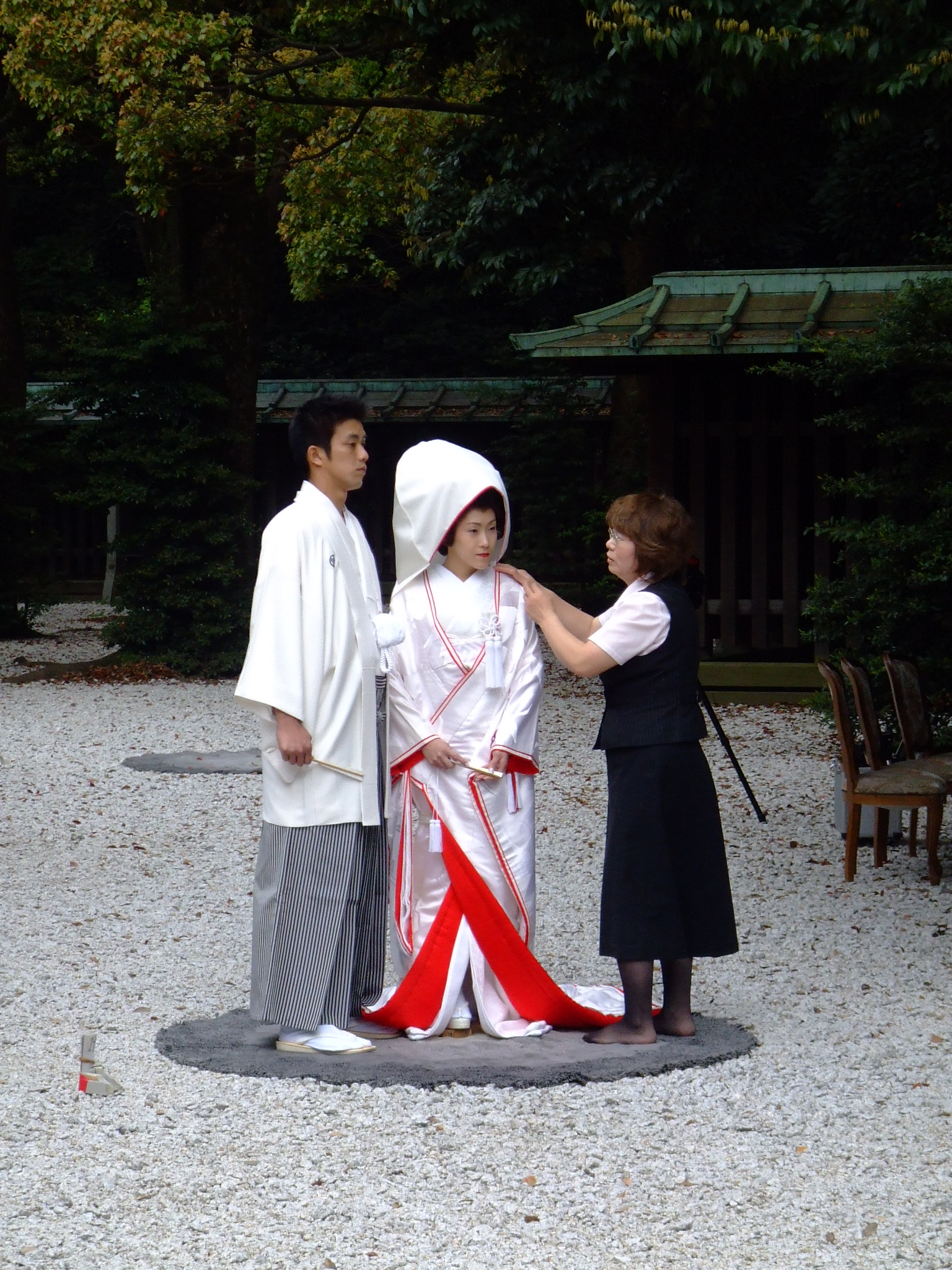
Japonaise portant un kimono shiromuku lors d'un mariage traditionnel Shinto au temple Meiji-jingū.

Le terme shiromuku (白無垢) désigne le kimono de mariage porté par une femme japonaise lors d'une cérémonie de mariage shinto. 
Shiro (白) signifie « blanc » et muku (無垢) signifie « pureté ». 